# Denise Benda
Denise Benda (* 1972, São Paulo, Brazílie) je pianistka a hudební pedagožka s českými kořeny.

## Život
Denise Benda se narodila v rodině s dlouhou hudební tradicí. Otec Sebastian Benda i matka Luzia Diaz–Benda byli koncertními hráči na klavír. V roce 1981 se rodina přestěhovala do Švýcarska. Od roku 1994 žije Denise Benda ve Vídni. Jejím prvním učitelem hry na klavír byl otec, potom pokračovala ve studiu u Paula Badury-Skody na [Universität für Musik und darstellende Kunst] ve Vídni. Následovalo studium hry u Rudolfa Buchbindera na Musik-Akademie der Stadt Basel v Basileji, kde získala tzv. Konzertdiplom. Studia zakončila u Murraye Perahia v Aldeburghu ve Spojeném království.
Denise Benda jako sólistka a komorní klavíristka koncertovala ve dvaceti zemích. Spolupracovala s vynikajícími houslisty Josefem Sukem, Tiborem Vargou, Jevgenií Čugajevou, Isabelle Faustovou a s dalšími. Často hrála na mezinárodních festivalech v Dubrovníku, Orfordu v Kanadě a v Blonay ve Švýcarsku.
Od roku 2003 je uměleckou ředitelkou "Berengaria Music Festival", který se každoročně koná v Limassolu na Kypru. Spolu se svou sestrou, (houslistkou a violistkou), Nancy Benda koncertují jako Duo Benda. V současnosti (2010) je Denise Benda pedagožkou katedry dirigování a skladby na vídeňské konservatoři. (Konservatorium Wien) Archivováno 2. 7. 2015 na Wayback Machine..

## CD
Clarinette à la Carte, Denise Benda (klavír); François Benda (klarinet), nahrávka FSM 10/1995, EAN 4011407972209